# Anthony Phillips
Anthony Edwin Phillips (* 23. prosince 1951 Chiswick, Anglie) je britský multiinstrumentalista, zpěvák a skladatel. V roce 1967 spoluzaložil skupinu Genesis, ve které působil jako kytarista do roku 1970, kdy odešel kvůli trémě (nahradil jej dočasně Mick Barnard a po něm Steve Hackett). Phillips s Genesis stihl natočit dvě alba, From Genesis to Revelation (1969) a Trespass (1970). Ačkoliv v době nahrávání třetího alba Nursery Cryme nebyl už členem skupiny, je spoluautorem skladby „The Musical Box“.
Od roku 1977, kdy vyšla deska The Geese and the Ghost, vydává sólová alba pod svým jménem. V roce 1980 hrál na albu svého bývalého kolegy z Genesis Mikea Rutherforda nazvaném Smallcreep's Day. Rovněž hrál na albu The Single Factor skupiny Camel. Roku 2009 hrál ve dvou písních z alba Out of the Tunnel's Mouth svého nástupce v Genesis, kytaristy Steva Hacketta.

## Sólová diskografie
- The Geese and the Ghost (1977)
- Wise After the Event (1978)
- Private Parts and Pieces (1978)
- Sides (1979)
- Private Parts and Pieces II: Back to the Pavilion (1980)
- 1984 (1981)
- Private Parts and Pieces IV: A Catch at the Tables (1984)
- Private Parts and Pieces V: Twelve (1985)
- Private Parts and Pieces VI: Ivory Moon (1986)
- Private Parts and Pieces VII: Slow Waves, Soft Stars (1987)
- Missing Links Volume One: Finger Painting (1989)
- Slow Dance (1990)
- Private Parts and Pieces VIII: New England (1992)
- Sail the World (1994)
- Missing Links Volume Two: The Sky Road (1994)
- The Living Room Concert (1995)
- Archive Collection I (1998)
- Private Parts and Pieces X: Soirée (1999)
- Radio Clyde (2003)
- Archive Collection Volume II (2004)
- Field Day (2005)
- Missing Links Volume IV: Pathways & Promenades (2009)
- Ahead of the Field (2010)
- Private Parts and Pieces XI: City of Dreams (2012)